# ثيودور إي. شاندلير
ثيودور إي. شاندلير (بالإنجليزية: Theodore E. Chandler) هو ضابط أمريكي، ولد في 26 ديسمبر 1894 في أنابولس في الولايات المتحدة، وتوفي في 7 يناير 1945 في بحر الصين الجنوبي في الفلبين.